# Kobierzec ardabilski
Kobierzec ardabilski – para perskich kobierców znajdujących się w Muzeum Wiktorii i Alberta i Los Angeles County Museum of Art.

## Pochodzenie
Większy i sławniejszy kobierzec z Muzeum Wiktorii i Alberta został kupiony w roku 1893, zaś kobierzec z Los Angeles County Museum of Art znalazł się w nim jako dar J. Paula Getty'ego w roku 1953. Oba kobierce zostały pierwotnie nabyte od Vincent Robinson and Co. of London, przy czym miały one pochodzić z Kompleksu grobowego Safi ad-Dina (protoplasty rodu Safawidów) w Ardabilu. Kobierzec z Los Angeles zanim znalazł się w muzeum był w posiadaniu kolejno Yerkesa (1892), De Lamara (1910), Duveena i ostatecznie Getty'ego (1938). Pochodzenie "świętych dywanów" z Kompleksu w Ardabilu było istotnym elementem kampanii marketingowej oryginalnych sprzedawców kobierców, jednak z biegiem czasu zaczęło to wzbudzać podejrzenia niektórych uczonych. W 1974 Rexford Stead, zastępca dyrektora muzeum w Los Angeles, powołując się na fragmenty dokumentów znajdujących się w Muzeum Wiktorii i Alberta, postawił hipotezę, iż kobierce w rzeczywistości pochodzą z Sanktuarium Imama Rezy w Meszhedzie. Podniesione przez niego wątpliwości uległy wzmocnieniu, gdy w 1984 Martin Weaver zauważył, iż w kompleksie w Ardabilu nie było miejsca na kobierce tej wielkości. Ponadto inwentarz Kompleksu z 1795 roku nie zawiera żadnej wzmianki o kobiercach, chociaż wymienia inne dywany. Z uwagi na powyższe, w latach 80. i 90. wielu uczonych miało wątpliwości co do pochodzenia kobierców z Ardabilu.

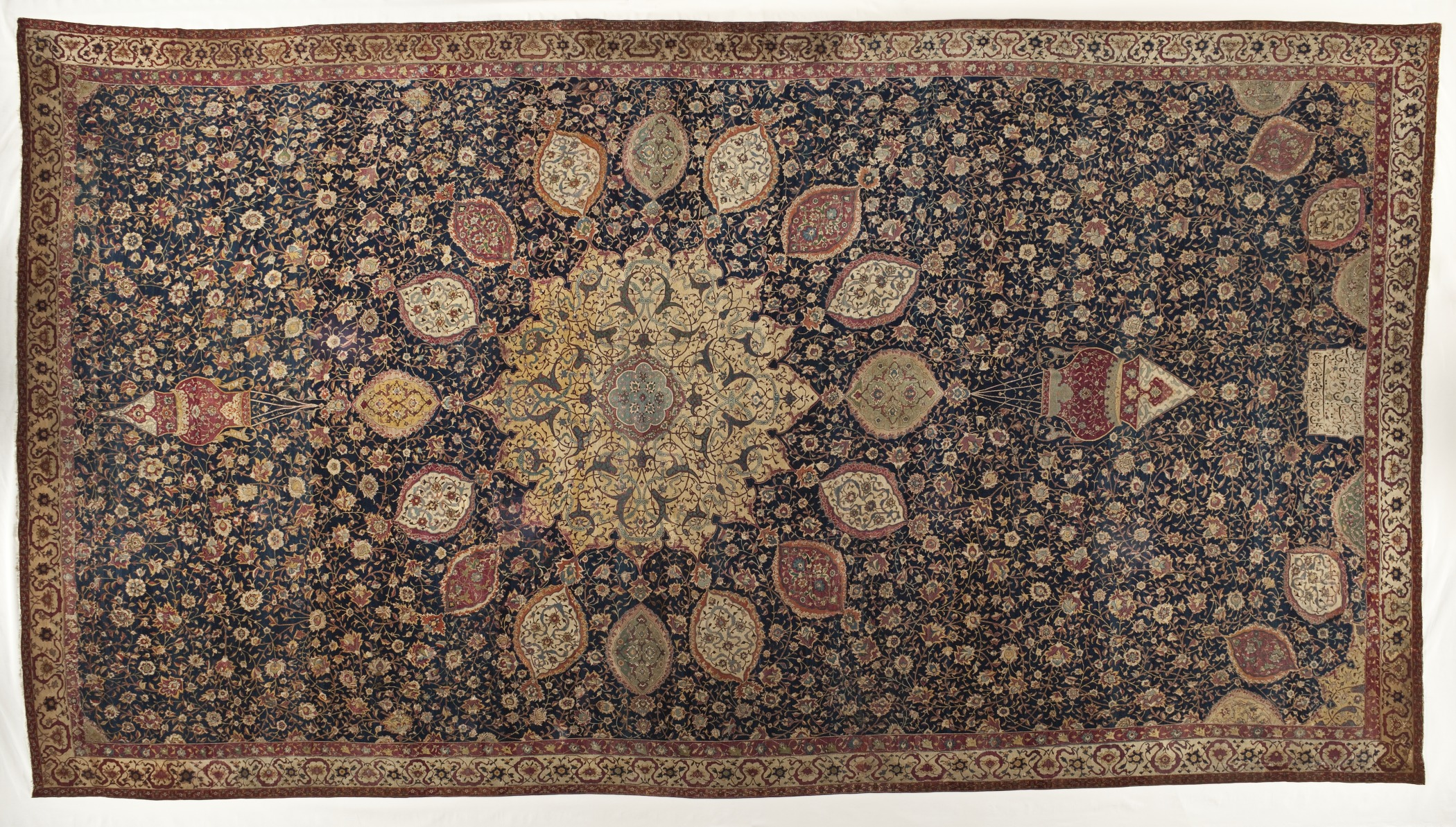
Kobierzec ardabilski z Los Angeles County Museum of Art

W 1996 Donald King zasugerował, iż kobierce dokładnie pasowałyby do części Kompleksu znanej jako Dżannat Seraj, ale później mogły zostać przycięte by zmieścić się w innych pomieszczeniach. W 2003 Sheila Blair zwróciła uwagę na fakt, iż pochodzenie kobierców z Kompleksu w Ardabilu potwierdza obecna na nich inskrypcja. W kartuszach obu kobierców znajduje się bowiem inskrypcja z dwuwierszem z gazelu Hafeza: „Nie mam na świecie schronienia poza twymi progi;/Nie mam gdzie złożyć głowy, chyba że u twych drzwi”, po nim zaś następuje sygnatura o treści: „Dzieło nadwornego sługi, Maksuda z Kaszanu, roku 946 [tj. 1539/1540 kalendarza gregoriańskiego]”. "Schronienie" (pers. astan) to typowe określenie sanktuarium, metaforycznie używane również w stosunku do samego władcy. Ten dwuwiersz miał zatem podwójne znaczenie w przypadku kobierców przeznaczonych dla schronienia (sanktuarium) przez schronienie (szacha). O wspomnianym w inskrypcji Maksudzie poza tym nie posiadamy żadnych wiadomości, jednak z samej treści inskrypcji wynika, iż musiał zaliczać się do służby dworskiej, co w połączeniu z jakością i rozmiarami kobierców każe przypuszczać, że zostały wykonane w królewskich manufakturach. Ponieważ niepodobna przyjąć, iż parę wykonał jeden tkacz, należy przyjąć, że: "Maksud zaprojektował układ kompozycji i nadzorował przygotowanie papierowych wzorników, na podstawie których wiązano oba egzemplarze w dwu warsztatach zaopatrywanych specjalnie w tym celu w identyczne surowce. Takie rozwiązanie tłumaczyłoby rozbieżności w technice, do jakich doszło mimo podobieństw materiałów, zdobień i rozmiarów".

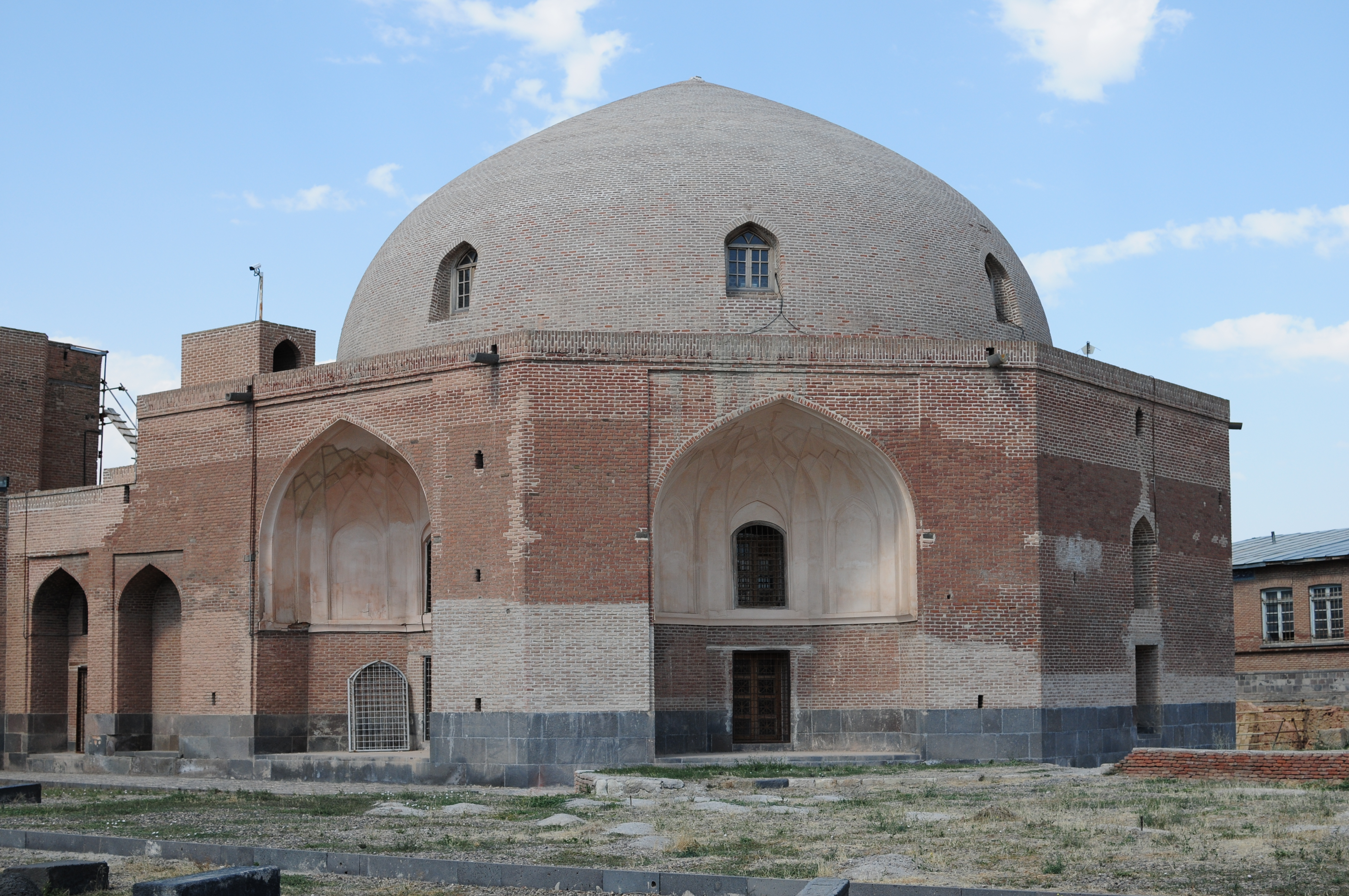
Budynek Dżannat Seraj (widok od tyłu) w którym prawdopodobnie pierwotnie znajdowały się oba kobierce

Rok 1539/1540 przypada na panowanie Tahmaspa (1524–1576), który rezydował wówczas w Tebrizie i kobierce mogły powstać właśnie w tym mieście. Za powstaniem kobierców w Tebrizie przemawia również ich ornamentacja i charakterystyczny, stonowany schemat kolorystyczny, niemniej, jak zauważył Walter Denny, Kaszan jest znacznie bardziej prawdopodobnym miejscem ich utkania, szczególnie wziąwszy pod uwagę fakt, że w latach 1534–1535 Tebriz znajdował się pod okupacją osmańską. W 1536 Tahmasp przystąpił do rozbudowy Kompleksu w Ardabilu, obejmującej budowę Dżannat Seraj, i wydaje się że kobierce zostały zaprojektowane specjalnie dla tego budynku. Po śmierci szacha sanktuarium podupadło i w 1600 dach w Dżannat Seraj zaczął przeciekać, przy czym brakowało funduszy na dokonanie kosztownych napraw w wysokim budynku. To wtedy kobierce mogły po raz pierwszy zostać uszkodzone, zaś Donald King spekulował, że właśnie wówczas dokonano ich przycięcia w związku z przeniesieniem z Dżannat Seraj do mniejszych pomieszczeń Dar al-Huffaz i Czini Chana. Brytyjski podróżnik William Richard Holmes, który odwiedził Ardabil w 1843, wspomina, iż podłoga przedsionka sanktuarium była pokryta: "wyblakłymi pozostałościami dwóch niegdyś wspaniałych dywanów. Na krawędzi jednego z nich została utkana data jego powstania, jakieś trzysta lat temu". Holmes niewątpliwie pisał o jednym z kobierców ardabilskich, ponieważ jego towarzysz, brytyjski konsul w Tebrizie Keith Edward Abbott, zapisał iż jest na nim: "utkana... data 946". Kompleks w Ardabilu znalazł się w trudnej sytuacji już w osiemnastym wieku, gdy niechętny szyizmowi Nader Szah (1736–1747) skonfiskował związane z nim posiadłości. Przejeżdżający przez Ardabil w 1805 francuski dyplomata Pierre Amédée Jaubert odnotował, iż świątynia podupadła. Do kolejnych zniszczeń doszło podczas wojny rosyjsko-perskiej, kiedy w 1828 Rosjanie splądrowali miasto. Pod koniec XIX wieku sanktuarium znajdowało się w ruinie, z przeciekającym dachem zarówno Dar al-Huffaz, jak i Dżannat Seraj. W tej sytuacji sprzedaż dywanów wydawała się racjonalnym sposobem na zdobycie środków na konieczne naprawy i to właśnie zrobili zarządcy Kompleksu, w 1888 sprzedając je firmie Ziegler & Co za ogromną kwotę dwóch tysięcy czterystu funtów (sprzedaż prawdopodobnie obejmowała nie tylko dwa kobierce, ale także kilka innych). Po czterech latach napraw większy kobierzec został wystawiony w 1892 w Londynie, po czym został nabyty za dwa i pół tysiąca funtów przez South Kensington Museum, którego spadkobiercą jest dzisiejsze Muzeum Wiktorii i Alberta.

## Technika, wzór i stan kobierców

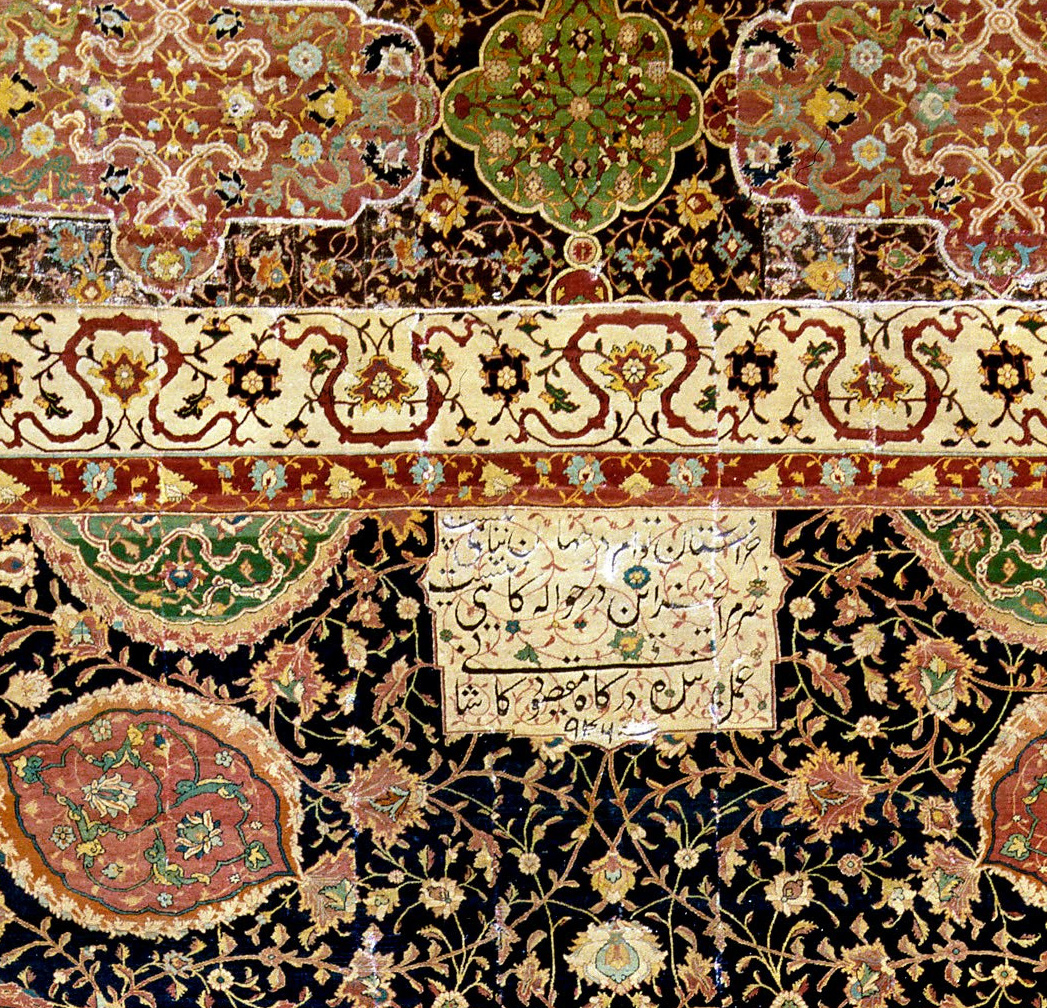
Fragment londyńskiego kobierca z widocznym kartuszem z inskrypcją

Żaden z kobierców nie zachował się w całości. Ten z Los Angeles został znacznie skrócony, stracił cały brzeg i jego krawędź jest teraz pokryta splecionym osnowowo pasem o wyjątkowo regularnym splocie. Kobierzec londyński jest tylko nieznacznie skrócony, ale początek pola i brzegu są w znacznym stopniu efektem restauracji, dokonanej prawdopodobnie kosztem kobierca z Los Angeles. Wiele drobnych fragmentów tych kobierców rozsianych po świecie to niewątpliwie pozostałości tej restauracji. Z dzisiejszego punktu widzenia kobierzec londyński został poddany nadmiernej restauracji, zaś w przypadku kobierca z Los Angeles doszło do fundamentalnej zmiany w jego strukturze, z jego brzegami zastąpionymi przez nowo utkane, rzadkie otwarte pola. Jak pisze Moya Carey:
Najwyższą rynkową wartość miały raczej całe dywany, a nie te zniszczone lub ich fragmenty. Dywan londyński był 'wyjątkowym dziełem sztuki' [...], o prawdziwie historycznym znaczeniu, ale jego integralność została naruszona, aby dopasować go do rynkowych wartości XIX-wiecznych koneserów sztuki
Oba kobierce wiązane są z przędzy wełnianej na jedwabnych wątku i osnowie w taki sposób, że po rzędzie supełków wełnianych biegną trzy nitki jedwabnego wątku. Różnią się jednak pod względem liczby węzełków, faktury i wysokości runa. Kobierzec londyński ma średnio 46 węzełków na cm², zaś ten z Los Angeles – 62. Zatem w tym pierwszym liczbę węzłów szacować można w przybliżeniu na 25 mln, podczas gdy w kobiercu znajdującym się w Ameryce, gdy był jeszcze nienaruszony, liczba węzłów sięgała 34 mln. Ornamentacja obu kobierców jest identyczna, z centralnie umieszczonym medalionem typu szamsi (pers. "słoneczny") w aureoli szesnastu małych migdałowych medalionów, przy czym na przedłużeniu dwóch medalionów na osi wzdłużnej umieszczono po jednej lampie meczetowej. W każdym z czterech naroży powtarza się ćwiartka motywu typu szamsi. Elementy te, wiązane w dziesięciu kolorach, to jest czerni, trzech odcieniach błękitu, zieleni, trzech tonacjach czerwieni, bieli i żółci, "wydają się unosić nad granatowym tłem usianym arabeskami". Jest czymś oczywistym że wzór został stworzony specjalnie na potrzeby dywanów tej wielkości, nie zaś "przycięty" z rozszerzalnego modelu jak to często miało miejsce przy dywanach przeznaczonych na sprzedaż.

## Recepcja
Odpowiedzialny za sprzedaż londyńskiego kobierca dyrektor zarządzający Robinson and Company, Edward Stebbing, w swojej reklamowej broszurze podkreślał wyjątkowość "świętego dywanu" jako wytworu królewskiego studia szacha Tahmaspa, przeznaczonego dla dynastycznej świątyni Safawidów w Ardabilu. W ten sposób ustaliła się opinia, że to "dywan, bardziej niż świątynia czy meczet, jest obdarzony nadprzyrodzoną mocą". William Morris podchwycił ideę wyjątkowości kobierca, zalecając jego kupienie, ponieważ nie ma on żadnego odpowiednika. Wcześni komentatorzy zwracali również uwagę na doskonały stan zachowania obiektu, zaś jego precyzyjne datowanie pozwalało brytyjskiej publiczności na nadzwyczaj bezpośrednie połączenie z przeszłością, która jawiła się jednocześnie jako odległa i egzotyczna. Podczas gdy naprawiony kosztem bliźniaczego kobierca egzemplarz londyński stał się centralnym obiektem kolekcji sztuki islamu w jednym z wielkich kolonialnych muzeów, to status drugiego, pozbawionego brzegów kobierca został znacząco umniejszony i stał się on elementem prywatnych kolekcji kolejnych bogaczy, dopóki w 1953 nie trafił do muzeum w Los Angeles. W swojej wydanej w 1938 monogafii New Survey of Persian Art Arthur Upham Pope uznał londyński kobierzec za jeden z trzech najdoskonalszych perskich dywanów (obok Kobierca anhalckiego i Kobierca krakowsko-paryskiego) oraz ucieleśnienie perskiego ducha. Niezwykła opinia, która przylgnęła do londyńskiego kobierca, sprawiła iż zaczęto tworzyć jego repliki. Jedna z nich znajduje się w siedzibie brytyjskiego rządu na Downing Street, a kolejną miał zamówić Hitler dla Kancelarii Rzeszy. Obecnie również Kompleks w Ardabilu posiada pomniejszoną replikę własnego kobierca. Przekonanie o wyjątkowości londyńskiego kobierca uległo zachwianiu dopiero wtedy, gdy zdano sobie sprawę z istnienia bliźniaczego egzemplarza. Te dwa kobierce są najstarszymi pewnie datowanymi dywanami na świecie.